# Hypselodoris webbi
Hypselodoris webbi är en snäckart som först beskrevs av D'Orbigny 1839.  Hypselodoris webbi ingår i släktet Hypselodoris och familjen Chromodorididae. Inga underarter finns listade i Catalogue of Life.

## Bildgalleri

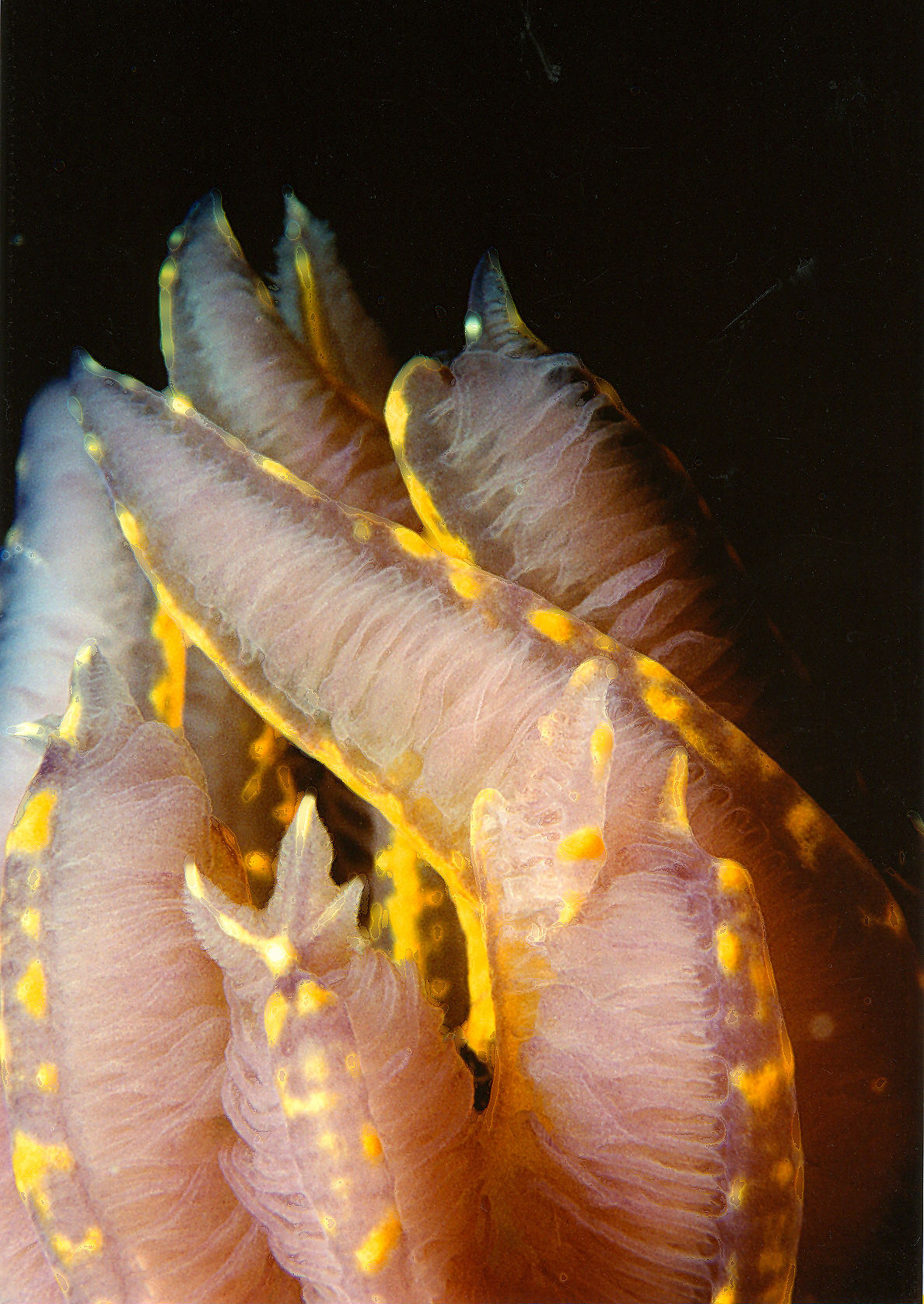